# حصارجوق
حصارجوق، روستایی از توابع بخش مرکزی شهرستان نیشابور در استان خراسان رضوی ایران است.

## جمعیت
این روستا در دهستان مازول قرار دارد و براساس سرشماری مرکز آمار ایران در سال۱۴۰۲، جمعیت آن ۶۰۰ نفر (۱۵۰خانوار) بوده‌است.